# Alois Sauer
Alois Sauer (28. ledna 1883 Slavonín – 14. února 1961 Schrobenhausen) byl československý politik německé národnosti a meziválečný poslanec Národního shromáždění za Německý svaz zemědělců (BdL).

## Biografie
Podle údajů k roku 1924 byl profesí rolníkem ve Slavoníně u Olomouce.
Po první světové válce byl funkcionářem BdL. Od roku 1919 náležel do širšího zemského vedení strany na Moravě. Po parlamentních volbách v roce 1920 získal za Německý svaz zemědělců (BdL) mandát v Národním shromáždění. Mandát ale získal až dodatečně roku 1924 jako náhradník poté, co zemřel poslanec Franz Röttel.
V červnu 1939 se stal, se zpětnou platností od dubna 1939, členem NSDAP (místní skupina Slavonín, od roku 1943 místní skupina Prostějov). Po roce 1945 žil v Západním Německu. Zemřel v Bavorsku roku 1961.